# Hetzner Online

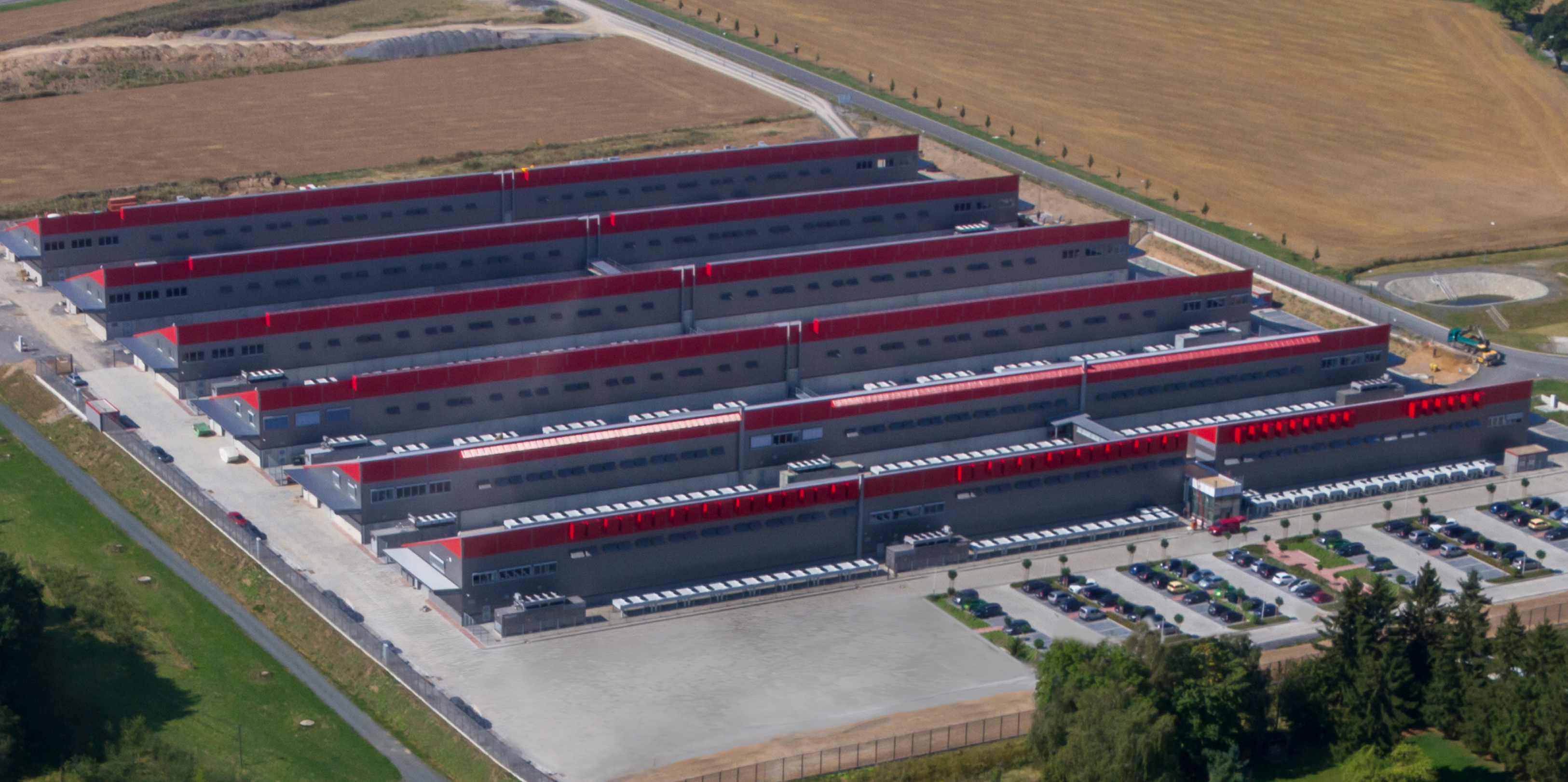
Datacenterpark der Hetzner Online GmbH in Falkenstein/Vogtl.

Die Hetzner Online GmbH ist ein Internetdienstanbieter mit Sitz in Gunzenhausen. Das Unternehmen beschäftigt insgesamt ca. 306 Mitarbeiter (2021).

## Geschichte
Die Hetzner Online GmbH wurde 1997 von Martin Hetzner unter dem Namen „Hetzner Online Service“ gegründet. 1999 entstand außerdem das eigenständig agierende Partnerunternehmen Hetzner (Pty) Ltd in Südafrika, welches seit Juli 2019 unter dem Namen xneelo firmiert. Zwischen 2000 und 2015 firmierte Hetzner Online in der Rechtsform einer Aktiengesellschaft, aktuell als GmbH.
Im Jahr 2016 wurde die Tochtergesellschaft Hetzner Cloud GmbH, mit Sitz in München, gegründet. Diese betreibt die Hetzner Cloud-Plattform.

## Produktportfolio
Das Produktportfolio der Hetzner Online GmbH umfasst primär die Vermietung von physischer Serverhardware, Bare Metal Server, und wird bei Hetzner als „Dedizierte Root-Server“ bezeichnet. Auf diese Systeme hat der Kunde via Netzwerk exklusiven und vollen Root-Zugriff. Daneben werden Webhosting, Domainregistrierung, Dedicated Hosting, Shared Hosting, Cloud-Lösungen, Netzwerkspeicher als Storage Box bezeichnet, managed Nextcloud unter dem Namen Storage Share und SSL-Zertifikate angeboten.
An den Standorten Nürnberg, Falkenstein/Vogtl. und Helsinki haben Kunden die Möglichkeit, ihre eigene Hardware in einem Rechenzentrum einzustellen und dabei Colocation-Services zu nutzen.
Neben neuen physischen Serversystemen werden auf der „Serverbörse“ ältere und bereits in Vermietung gewesene Server-Modelle in Form einer Holländischen Auktion zur Miete versteigert. Die Preise der angebotenen Server fallen dabei zyklisch nach einem definierten Zeitfenster bis zu einem unteren Fixbetrag. Defekte Hardware, die bei gemieteter physischer Serverhardware bis zum Ausfall betrieben wurde, wird von Hetzner kostenfrei ausgetauscht. Allerdings sind Kunden für das Monitoring, beispielsweise mittels S.M.A.R.T. und Sicherung gegen Datenverlust wie die Erstellung von Backups, selbst verantwortlich.

## Infrastruktur
In Falkenstein/Vogtland, Nürnberg und Helsinki betreibt das Unternehmen drei große Rechenzentren von mehreren tausend Quadratmetern Fläche. Die Standorte sind untereinander redundant über das eigene Glasfasernetz verbunden, sowie an zentrale Austauschknoten, wie z. B. am DE-CIX, AMS-IX, DATA-IX, Netnod-IX und V-IX, für öffentliches Peering angebunden. Daneben besteht an ausgewählten Standorten und ab bestimmten Volumen auch die Möglichkeit zu „privatem Peering“, wie es beispielsweise im Zusammenschluss mit den Netzwerk von Hetzner zu Amazon oder Google der Fall ist.
Im Herbst 2021 nahm Hetzner eine Colocation in Ashburn (Virginia, USA) in Betrieb. Im Dezember 2022 folgte in den USA eine weitere Colocation in Hillsboro (Oregon). Am 6. August 2024 nahm Hetzner eine Colocation in Singapur in Betrieb, die als erste ihrer Art vollständig in der Cloud betrieben wird. In den Colocationen werden nur virtuelle Cloud-Rechner angeboten, während in den eigenen Rechenzentren in Europa auch physische Rechner angeboten werden.
Die Datacenter sind gemäß ISO/IEC 27001 zertifiziert. Die Stromversorgung erfolgt aus regenerativen Energiequellen, Ausstattung und Betrieb der Datacenter erfolgen nach Gesichtspunkten der Klimafreundlichkeit. Beispielsweise wird die Abwärme der Server zum Heizen von Büroräumen verwertet.
Hetzner Online beteiligte sich als Co-Investor am Seekabel C-Lion1 (sprich: „Sea-Lion“) des finnischen Providers Cinia, welches Rostock mit Helsinki durch ein 1100 km langes Glasfaserkabel verbindet. Es wird mitgenutzt, um eine abgesicherte und schnelle Verbindung zwischen den Datacentern in Deutschland und dem Datacenter-Standort in Finnland herzustellen.

## Zwischenfälle

### Hackerangriffe
Im Oktober 2010 wurde bei Hetzner Online ein Konfigurationsfehler ausgenutzt, um auf sensible Kundendaten wie Passwörter zuzugreifen. Zweck war angeblich nur, auf die Sicherheitslücke aufmerksam zu machen.
Im Juni 2013 wurde Hetzner Online Opfer eines Hackerangriffs, bei dem ein auffällig fortschrittliches Rootkit als Werkzeug eingesetzt wurde. Während des Angriffs konnten die unerkannten Täter das Server-Überwachungssystem kompromittieren und so an Kundendaten gelangen, unter anderem Passwörter und Zahlungsinformationen.

## Kontroversen

### Gerichtsverfahren um no.spam.ee
2013 verfasste der estnische Anti-Spam-Aktivist Tõnu Samuel einen Blogeintrag über den mutmaßlichen Spamversender Silver Teede auf seiner Website no.spam.ee. Als Vergeltungsmaßnahme wandte sich Teede an Hetzner Online, Samuels Hostingdienstleister, der daraufhin entschied, die Website ohne vorliegenden Gerichtsbeschluss offline zu nehmen. In einem folgenden Gerichtsverfahren entschied ein estnisches Gericht, dass keine rechtswirksamen Gründe für die Abschaltung vorlagen, und sprach Samuel außerdem 11.500 € Schadenersatz für den Verlust seiner Website zu.

### Russische Beschwerden über Glavcom
Während der Annexion der Krim durch Russland und des russischen Kriegs in der Ukraine versuchte der russische Föderale Dienst für die Medienaufsicht (Roskomnadsor) im August 2014 vielen Nachrichtenagenturen, unter anderem auch der britischen BBC, die Berichterstattung über den „Marsch für eine Föderalisierung Sibiriens“ in Nowosibirsk zu verbieten. Russland war besorgt, dass die dortigen Autonomiebestrebungen zu einer späteren Abspaltung Sibiriens führen könnten. Wie viele andere auch weigerte sich das in der Ukraine bekannte Nachrichtenportal Glavcom dagegen, einen Artikel zu dem Thema offline zu nehmen. Bald übte Roskomnadsor Druck auf den Hostingdienstleister von Glavom, Hetzner Online, aus. Hetzner Online verschickte daraufhin am 4. August an den Betreiber von Glavcom eine Mitteilung, dass der Artikel angeblich gegen die Geschäftsbedingungen verstoße, und drohte am 6. August schließlich mit der Abschaltung der Website. Die Zusammenarbeit bei den Zensurbestrebungen erzeugte großes Aufsehen, die Reporter ohne Grenzen sprachen eine Rüge gegen Roskomnadsor aus, das ukrainische Außenministerium zeigte sich von der Reaktion Hetzners irritiert.
In der Folge entschuldigte sich Hetzner Online, bestritt die Absicht zur Zensur und erklärte, dass es sich um eine bedauernswerte Fehlentscheidung des Kundendienstes handelte.

### Sperrung derNowaja gaseta
Am 11. Januar 2016 schaltete Hetzner Online die Website der Nowaja gaseta ab, einer größeren regierungskritischen Zeitung in Russland. Die Zeitung wertete den Vorfall als politische Zensur ohne vorhergehenden Gerichtsbeschluss.

## Mitgliedschaft in Fachverbänden
- DENIC eG, zentrale Registrierungsstelle für alle Domains unterhalb der Top-Level-Domain „.de“, seit 06/2001[34]
- Europäische Koordinationsstelle für IP-Netze RIPE NCC – Réseaux IP Européens Network Coordination Centre seit 04/2002[35]
- Nic.at, zentrale Registrierungsstelle für alle Domains unterhalb der Top-Level-Domain „.at“, seit 08/2003[36]
- „Internet Corporation for Assigned Names and Numbers“ (ICANN) seit 11/2005. Die ICANN entscheidet über die Grundlagen der Verwaltung der Top-Level-Domains und koordiniert die technischen Aspekte des Internets[37]
- eco – Verband der deutschen Internetwirtschaft e. V.[38] seit 03/2006

## Auszeichnungen
- 2007 eco Internet Award, Verband der deutschen Internetwirtschaft[39]
- 2011 GreenIT Best Practice Award[40]
- 2011 eco Internet Award, Verband der deutschen Internetwirtschaft[41]
- 2012 funkschau „Carrier & Provider“[42]
- 2012 PC Welt Marke des Jahres und Technik-Sieger[43]
- 2012 Shortlisted for 5th Data Centres Europe Awards[44]
- 2012 Finalist Datacenterdynamics EMEA Awards[45]
- 2013 funkschau „Carrier & Provider“[46]
- 2013 International Datacentre and Cloud Awards Finalist[47]
- 2014 PC Welt Marke des Jahres und Technik-Sieger[48]
- 2015 Deloitte Technology Fast 50 Award; „Sustained Excellence Award“[49]
- 2015 funkschau „Carrier & Provider“[48]
- 2015 Bayerns best 50 Award[50][48]
- 2016 Hosting Award in der Kategorie „Dedicated Server“[51]
- 2016 European Business Award[52]
- 2017 Hosting Award in der Kategorie „VPS/vServer“[53][54]
- 2023 Stackoverflow most Admired Cloud-Platform[55]